# Johann Christoph Andreas Mayer

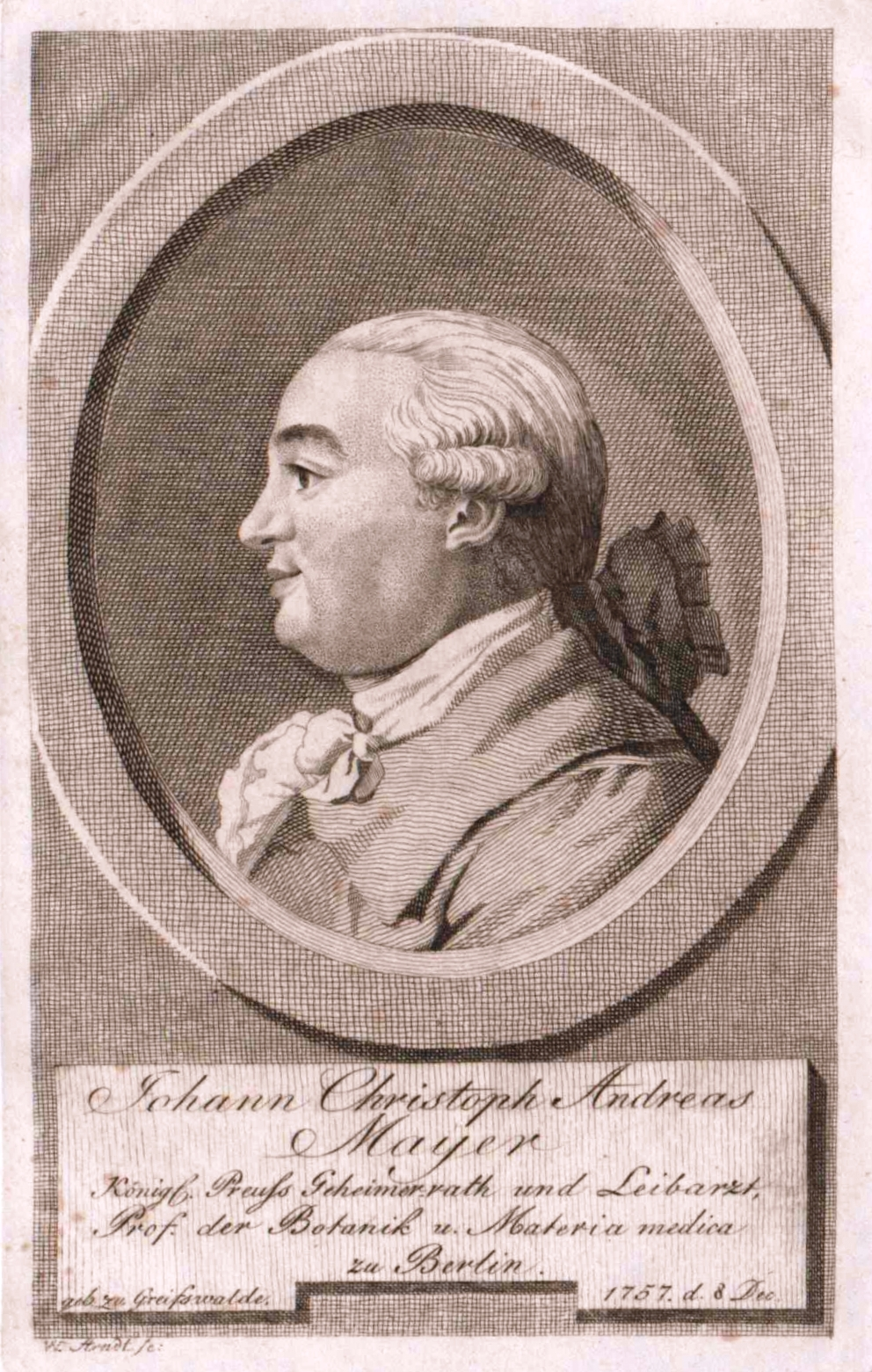
Johann Christoph Andreas Mayer, Stich von Wilhelm Arndt

Johann Christoph Andreas Mayer (* 8. Dezember 1747 in Greifswald; † 5. November 1801 in Berlin) war ein deutscher Anatom.

## Leben
Mayer wurde 1747 als Sohn des Mathematikers Andreas Mayer in Greifswald geboren. In seiner Geburtsstadt ging er zur Schule und besuchte auch die Greifswalder Universität.
Friedrich der Große rief ihn 1777 nach Berlin an das Collegio medico chirurgico als Anatomieprofessor. 1778 ging er dann als Professor für Medizin an die Universität Frankfurt (Oder). Dort begann er auch sein achtbändiges Werk zur Anatomie.
In Frankfurt war er zweiter Meister vom Stuhl der Freimaurerloge Zum aufrichtigen Herzen. Zusammen mit Brüdern der Loge ließ er am 7. März 1784 einige Heißluftballons (Montgolfieren) steigen.
1787 verließ er Frankfurt wieder und übernahm in Berlin den Lehrstuhl für Botanik und Arzneimittellehre. Zugleich wurde er in Berlin Leibarzt des Königs und Direktor des Botanischen Gartens. Weiterhin war er Commissarius der Hofapotheke und Leiter des preußischen Medizinal- und Sanitätskollegiums. Am 4. November 1782 wurde Johann Christoph Andreas Meyer mit dem Beinamen Erasistratus II. als Mitglied (Matrikel-Nr. 864) in die Leopoldina aufgenommen. Im Juni 1787 wurde er als ordentliches Mitglied in die Preußische Akademie der Wissenschaften aufgenommen.

## Schriften (Auswahl)
- Abhandlung von dem Nutzen der systematischen Botanik in der Arzeney- und Hausshaltungskunst bey Anton Ferdinand Röse (Verlag), Greifswald, 1772, (doi:10.3931/e-rara-25914), Bibliothek der Naturforschenden Gesellschaft Zürich
- Beschreibung des ganzen menschlichen Körpers mit den wichtigsten neueren anatomischen Entdeckungen bereichert. 88 Bände. Berlin u. Leipzig, Decker, 1783–1788 und Berlin, Rottmann, 1794. (Digitalisat Band 1), (Band 3), (Band 4), (Band 5), (Band 6), (Band 7), (Band 8)
- Anatomische Kupfertafeln nebst den dazugehörigen Erklärungen. Berlin und Leipzig, Decker, 1783–1794, 4°, 6 Hefte. (doi:10.11588/diglit.7940), Universitätsbibliothek Heidelberg
- Anatomische Beschreibung der Blutgefäße des menschlichen Körpers. 1777; 2. vermehrte u. verbesserte Auflage, Berlin: G. J. Decker, 1788, 12, 436 S. (Digitalisat)
- Anatomisch-physiologische Abhandlung von Gehirn, Rückenmark und Ursprung der Nerven. Berlin und Leipzig: G. J. Decker, 1779
- Einheimische Giftgewächse, welche für Menschen am schädlichsten sind. 2 Hefte und Anhang. Georg Decker, Berlin 1800. Erstes Heft, Zweites Heft, Anhang, SUB Göttinger Digitalisierungszentrum